# بینا بانرجی
بینا بانرجی (به انگلیسی: Beena Banerjee) (زاده ۱۹ فوریه ۱۹۴۳) بازیگر هندی است.
از فیلم‌هایی که وی در آن نقش داشته است می‌توان به ناجی اشاره کرد.

## فیلم‌شناسی
فهرست برخی از فیلم‌هایی که بینا بانرجی در آنها به ایفای نقش پرداخته است:
- ۱۹۷۷ مرد دوم
- ۱۹۷۸ حقیقت، خدا و زیبایی
- ۱۹۷۹ آموزش
- ۱۹۸۰ پاسخ
- ۱۹۸۱ داستان عشق
- ۱۹۸۱ زندان یاترا
- ۱۹۸۱ تریشنا
- ۱۹۸۲ عیاش
- ۱۹۸۲ پدربزرگ صاحب
- ۱۹۸۳ ترکیب
- ۱۹۸۳ عاشقان
- ۱۹۸۴ انسان بیدار
- ۱۹۸۴ داخل و خارج
- ۱۹۸۴ جاگیر
- ۱۹۸۴ آواز
- ۱۹۸۵ حقیقت
- ۱۹۸۵ جنگ من
- ۱۹۸۵ یک دزد در شهر
- ۱۹۸۵ پایان کیون؟
- ۱۹۸۵ عزیزم
- ۱۹۸۶ دورگاما
- ۱۹۸۶ عروس ارزان داماد گران
- ۱۹۸۶ جوا
- ۱۹۸۶ کارما
- ۱۹۸۶ اصلی و بدلی
- ۱۹۸۶ جواهرات
- ۱۹۸۷ خانواده
- ۱۹۸۷ قانون
- ۱۹۸۷ مال ما
- ۱۹۸۷ قانون طبیعت
- ۱۹۸۷ دوست من دشمن من
- ۱۹۸۸ شوالیه
- ۱۹۸۸ بعد از من
- ۱۹۸۸ یتیم
- ۱۹۸۸ رام در خانه شیام در خیابان
- ۱۹۸۸ از قیامت به قیامت
- ۱۹۸۸ تماشا
- ۱۹۸۸ سپاس
- ۱۹۸۸ مهاویرا
- ۱۹۸۸ زن زخمی
- ۱۹۸۹ سایه
- ۱۹۸۹ زبان من
- ۱۹۸۹ ما صبر خواهیم کرد
- ۱۹۸۹ محافظ
- ۱۹۸۹ دختر زن دوم
- ۱۹۸۹ جستجو کردن
- ۱۹۸۹ مهتاب
- ۱۹۸۹ فساد اداری
- ۱۹۹۰ شیوا‌
- ۱۹۹۰ فصل خاطره ها
- ۱۹۹۰ تیجا
- ۱۹۹۰ بگذار زندگی کند
- ۱۹۹۰ من دیوانه نیستم
- ۱۹۹۰ در زندان
- ۱۹۹۰ افسر پلیس
- ۱۹۹۰ باغی
- ۱۹۹۱ متعهد
- ۱۹۹۱ لیکن ...
- ۱۹۹۱ گل و خاکستر
- ۱۹۹۱ نگهبان بزرگ
- ۱۹۹۱ ماه کامل
- ۱۹۹۱ شب خونین
- ۱۹۹۱ اولین نامه عاشقانه
- ۱۹۹۱ سوگند
- ۱۹۹۱ دیوانه
- ۱۹۹۱ فرشته
- ۱۹۹۱ طوفان گناه
- ۱۹۹۱ داستان عشق
- ۱۹۹۲ حکومت ظلم
- ۱۹۹۲ محبوب، محبوب من
- ۱۹۹۲ به این می‌گویند زندگی
- ۱۹۹۲ داماد سرخانه
- ۱۹۹۲ دودمان
- ۱۹۹۲ سرگردان
- ۱۹۹۲ زندگی یک قمار است
- ۱۹۹۲ بازیکن
- ۱۹۹۲ شیرین
- ۱۹۹۲ قلب حقیقت را می‌داند
- ۱۹۹۲ ناجی
- ۱۹۹۲ خدا گواه
- ۱۹۹۳ نجیب
- ۱۹۹۳ عشق عشق
- ۱۹۹۳ تشخیص
- ۱۹۹۳ انتقام
- ۱۹۹۳ نیرومند
- ۱۹۹۳ ساده‌لوح
- ۱۹۹۳ دوست پسر
- ۱۹۹۴ عدالت در خون او
- ۱۹۹۴ عروس کوچکتر
- ۱۹۹۴ راجا بابو
- ۱۹۹۴ عشق سنگدل
- ۱۹۹۴ سلام
- ۱۹۹۴ سرانجام
- ۱۹۹۴ خانه محبوب
- ۱۹۹۴ دلبر
- ۱۹۹۴ من بازیکن، تو بی‌تجربه
- ۱۹۹۴ آس بر آس
- ۱۹۹۴ سومی کیه؟
- ۱۹۹۴ مجرم
- ۱۹۹۵ بدون تو نمی‌توانم زندگی کنم
- ۱۹۹۵ عشق بی‌وفا
- ۱۹۹۵ سبک
- ۱۹۹۵ عاشق مستانه
- ۱۹۹۵ عشق
- ۱۹۹۵ زمانه دیوانه
- ۱۹۹۵ گونداراج
- ۱۹۹۷ نصیب
- ۱۹۹۷ محبت
- ۱۹۹۷ چه کسی جلوی مرا می‌گیرد
- ۱۹۹۷ چرخ آتش
- ۱۹۹۷ یک دنده
- ۱۹۹۷ لاو کوش
- ۱۹۹۷ و عشق اتفاق افتاد
- ۱۹۹۷ لاکها
- ۱۹۹۷ دو پسر عزیز من‌
- ۱۹۹۸ چه کسی بهتر از ماست
- ۱۹۹۸ آتش عشق
- ۱۹۹۹ من عروس تو خواهم بود
- ۱۹۹۹ زنده باد هند
- ۲۰۰۰ با خودت ببر
- ۲۰۰۰ ناخواسته
- ۲۰۰۲ چه قدر دور چه قدر نزدیک
- ۲۰۰۲ شلیک با چشم
- ۲۰۰۲ مسیحا
- ۲۰۰۳ خوشی
- ۲۰۰۳ انداز
- ۲۰۰۳ یکی پیدا شد
- ۲۰۰۴ شعله: آتش عشق
- ۲۰۰۴ عشق با توست
- ۲۰۰۴ خورشید
- ۲۰۰۴ خون
- ۲۰۰۵ عشق اتفاق می‌افتد
- ۲۰۰۵ انسان
- ۲۰۰۵ تضاد
- ۲۰۰۵ باران
- ۲۰۰۶ دوست دارم
- ۲۰۰۶ روح
- ۲۰۰۶ متفاوت
- ۲۰۰۶ بابل
- ۲۰۱۰ خدا قسم
- ۲۰۱۸ کاروان
- ۲۰۲۲ راده شیام
- ۲۰۲۴ رسلان